# Tahle země není pro starý
Tahle země není pro starý (anglicky No Country for Old Men) je americký kriminální neo-noir thriller z roku 2007 natočený Joelem a Ethanem Coenovými, ve kterém hrají Tommy Lee Jones, Javier Bardem a Josh Brolin. Byl natočen podle stejnojmenného románu Cormaca McCarthyho. Je o bývalém veteránu vietnamské války, který náhodně přijde k penězům z drogového obchodu, a o následné honičce, kdy si tři muži kříží cestu v pouštní krajině západního Texasu. Děj se odehrává roku 1980.
Tahle země není pro starý byla velmi vřele přijata kritikou. Film získal tři ceny BAFTA, dva Zlaté glóby a čtyři Oscary za nejlepší film, nejlepší režii, nejlepší adaptovaný scénář a nejlepší mužský herecký výkon ve vedlejší roli (Javier Bardem).

## Obsazení
| Tommy Lee Jones    | Šerif Ed Tom Bell                            |
| Javier Bardem      | Anton Chigurh                                |
| Josh Brolin        | Llewelyn Moss                                |
| Kelly Macdonaldová | Carla Jean Moss, žena Llewelyna Mosse        |
| Woody Harrelson    | Carson Wells, lovec odměn                    |
| Garret Dillahunt   | Zástupce šerifa Wendell                      |
| Tess Harper        | Loretta Bell, šerifova žena                  |
| Barry Corbin       | Ellis, Bellův strýc                          |
| Beth Grant         | Agnes, matka Carly                           |
| Stephen Root       | Muž, který najal Wellse, Chigurha a Mexičany |

## Příběh
Západní Texas v červnu 1980 je pustá země a Ed Tom Bell (Tommy Lee Jones) běduje nad zvyšujícím se násilím v oblasti, kde dělá šerifa stejně jako předtím jeho otec.
Llewelyn Moss (Josh Brolin), když je na lovu, objeví místo, kde se zvrtla předávka drog: najde několik mrtvých mužů a psů, Mexičana žebrajícího o vodu a dva miliony dolarů v aktovce. Llewelyn vezme aktovku do svého karavanu a tu noc se s vodou vrátí za umírajícím mužem, ale začnou ho stíhat dva muži v automobilu a on ztratí svůj vůz. Když dorazí zpět domů, vezme peníze, pošle svou manželku Carlu Jean za její matkou a ubytuje se v motelu v jiném okresu. Tam ukryje aktovku do větracího otvoru svého pokoje.
Na vrácení peněz byl najat zásadový zabiják Anton Chigurh (Javier Bardem). Už uškrtil šerifova zástupce, aby unikl z vazby, a ukradl auto (řidiče zabil jateční pistolí). Nyní má u sebe přijímač, který sleduje peníze pomocí transpondéru ukrytého v aktovce, a odhalí Mossův úkryt. V noci Chigurh vrazí do pokoje plného Mexičanů, kteří chtěli přepadnout Mosse, a všechny je zabije. Moss je ale o krok napřed a najal si pokoj naproti tomu prvnímu, takže než Chigurh odstraní kryt k větrání, Moss už je zase na cestě pryč.
Chigurh vystopuje aktovku do hotelu ve vedlejším městě a pronásledování vyústí v přestřelku, v které se oba muži zraní. Moss uteče za hranice, ukryje peníze v křovinách na břehu Rio Grande a zhroutí se. Je pouličními hudebníky dopraven do mexické nemocnice. Tam mu Carson Wells (Woody Harrelson), další najatý muž – lovec lidí, nabídne za vrácení peněz ochranu před Chigurhem.
Poté, co se Chigurh zotaví, najde Wellse v hotelu a zabije ho, zrovna když mu volá Moss. Chigurh zvedne telefon a slíbí Mossovi, že Carla Jean zůstane naživu, jen když vrátí peníze. Moss nabídku nepřijme.
Moss si se svou ženou smluví schůzku v motelu v El Pasu, aby jí dal peníze a poslal ji pryč. Ta poprosí Bella, aby jejího manžela zachránil, ale přijede moc pozdě. Najde Mosse, jak leží mrtvý ve svém pokoji. Tu noc se Bell vrátí na místo činu a najde zámek od pokoje vystřelený stylem Chigurha. Vejde do pokoje a všimne si, že kryt od větrání je odstraněný pomocí mince a vnitřek je prázdný.
Carla Jean se vrátí z pohřbu své matky a najde v domě Chigurha. Když mu řekne, že nemá peníze, připomene jí slib, který dal jejímu manželovi a který ji mohl zachránit. Jediné, co jí může nabídnout, je hod mincí o její život. Ona odmítne a řekne, že volba je na něm. Chigurh opouští dům sám. Před domem si zkontroluje podrážky bot. Když odjíždí, zraní se při autonehodě. Odchází před příjezdem policie.

## Citáty
„Mám špatný tušení, Llewelyne.“ (Carla Jean Moss) „Já mám zas dobrý, tak se to vyrovná.“ (Llewelyn Moss)
„Na něco se tě zeptám. Jestli tě tvý pravidla dovedly až sem, k čemu ty pravidla byly?“ (Anton Chigurh krátce před zastřelením lovce lidí Carsona Wellse)
„Rangeři a protidrogoví pojedou ráno zpátky na místo (činu). Přidáte se?“ (zástupce šerifa Wendell)
„Objevily se tam nový mrtvoly?“ (šerif Bell)
„Ne, pane.“ (zástupce šerifa Wendell)
„Tak bych řek, že to vynechám.“ (šerif Bell)